# Marmouset (conseiller du roi)
 (octobre 2015).
Les marmousets étaient les conseillers de Charles VI de France.
Ils n'étaient pas issus du peuple, ni des princes, ou des fonctionnaires, ils étaient proches du roi Charles VI de France. C'est grâce à cette position qu'ils ont pu accéder aux plus hautes fonctions de l'État. Ces hommes étaient dotés d'une autre qualité, la solidarité entre eux. Choisis par Charles VI en 1388, ils firent le serment de rester unis, amis solidaires.
Les Marmousets furent : Jean de Montagu, Olivier V de Clisson, Bureau de la Rivière, Jean Le Mercier, Pierre le Bègue de Villaines.
Les marmousets étaient entourés d'hommes fidèles comme Étienne de La Grange (frère de Jean de La Grange), Nicolas du Bosc, Arnaud de Corbie, Jean de Folleville, Jean Jouvenel des Ursins, Thibaut Hocie, les Nanterre. Chacun d'entre eux était uni soit par un lien de parenté, soit par un lien d'amitié ou de fidélité.

## Étymologie du mot Marmouset
Ce sobriquet fut donné par Jean Froissart et repris par l'historien du XIXe siècle Jules Michelet.
Jean Froissart aurait été le témoin d'une discussion entre des conspirateurs ourdissant un complot contre Olivier V de Clisson : « Clisson mort, petit à petit on détruirait tous les marmousets du roi, c'est à entendre le seigneur de La Rivière, messire Jean Le Mercier, Montagu… et aucuns autres de la chambre du roi ».
Quelle est l'origine de ce sobriquet donné aux conseillers de Charles VI ? Marmots ou marmotteurs, ces figures ridicules décorant les chenets des cheminées dans les châteaux et les maisons ?
Quelle était la définition du mot marmouset pour Jean Froissart ?
Ce mot avait dans les années 1400 deux significations :
En Angleterre, mais aussi dans les pays de langue d'oïl, certains singes étaient appelés marmousets.
Le terme marmouset ou mahomet était par ailleurs appliqué à de petites statues représentant des dieux païens. Par ignorance, les musulmans étaient accusés d'adorer ces statues. Cette croyance fut à l'origine d'une mode qui consistait à décorer les toits des maisons, le mobilier et les bijoux de visages d'hommes sauvages.
La définition de marmouset-mahomet qualifiait le favori du roi, l'intime du roi.
À noter qu'hormis Jean Froissart, aucun écrivain connu du XIVe siècle n'a qualifié les conseillers du roi de marmousets.